# Transport par installation fixe
Le transport par installations fixes concerne tous les modes de transports qui font appel à une infrastructure dans laquelle les véhicules sont très étroitement intégrés, voire dans laquelle on ne peut pas distinguer de véhicule à proprement parler.
On peut citer dans cette catégorie :
- les transports par canalisations qui véhiculent des fluides (liquides ou gaz) sous l'action de la gravité ou de la pression fournit par des stations de pompage, tels que gazoducs, oléoducs, aqueducs ;
- le transport de l'information véhicule à travers un médium une information codé sous forme d'ondes ;
- les transports pneumatiques qui permettent de transporter soit des produits pulvérulents en suspension dans un flux d'air, soit des cartouches circulant dans des tubes et pouvant servir de véhicule à des documents ou divers petits objets. Avant la suppression de ce service en 1984, il existait à Paris un réseau pneumatique public pour le transport de courrier ;
- les transports sur bandes utilisées principalement dans les mines et l'industrie. On les emploie aussi pour le transport des bagages dans les aéroports par exemple. Exemples : convoyeurs, carrousels à bagages, tapis roulants, escaliers mécaniques ;
- les systèmes de transport vertical, tels qu'ascenseurs, skips, élévateurs à godets ou à vis.